# 信女星
信女星（89 Julia）是第89颗被人类发现的小行星，于1866年8月6日发现。信女星的直径为151.5千米，质量为3.6×1018千克，公转周期为1487.227天。

## 命名来源
該小行星是以天主教聖堂修女及女聖人科西嘉的朱莉婭命名，她在公元439年殉道，公元1809年得到教庭封為聖人。中文译名为“信女星”。